# Midland Group Championships 1989
Midland Group Championships 1989 — жіночий тенісний турнір, що проходив на закритих кортах з килимовим покриттям Брайтонського центру в Брайтоні (Англія) в рамках Туру WTA 1989. Відбувсь удванадцяте і тривав з 23 жовтня до 29 жовтня 1989 року. Перша сіяна Штеффі Граф здобула титул в одиночному розряді, свій третій на цьому турнірі після 1986 і 1988 років. Вона отримала 50 тис. доларів і 300 рейтингових очок Virginia Slims.

## Фінальна частина

### Одиночний розряд
Штеффі Граф —  Моніка Селеш 7–5, 6–4
- Для Граф це був 13-й титул в одиночному розряді за сезон і 43-й — за кар'єру.

### Парний розряд
Катріна Адамс /  Лорі Макніл —  Гана Мандлікова /  Яна Новотна 4–6, 7–6(9–7), 6–4

## Призові гроші й рейтингові очки
| Дисципліна       | Дисципліна    | П       | F       | ПФ      | ЧФ     | 1/8    | 1/16   |
| Одиночний розряд | Призові гроші | $50,000 | $22,500 | $11,250 | $5,650 | $2,850 | $1,475 |
| Одиночний розряд | Очки          | 300     | 210     | 135     | 70     | 35     | 18     |